# يورساف (فرنسا)
يورساف بالفرنسية (URSSAF) هو مؤسسة تُعنى بالضمان الاجتماعي ومعاشات التقاعد في فرنسا.

## التاريخ[1]
في عام 1945 ، قام الكساندر بارودي وزير العمل بإعطاء بيير لاروك، أول مدير عام الضمان الاجتماعي، مهمة تطوير طموحة لإصلاح، المبادئ العامة للوحدة والتضامن الوطني. مستوحاة من برنامج "المقاومة"العامة نظام الضمان الاجتماعي يتم إنشاؤه من قبل أوامر من 4 إلى 19 تشرين الأول / أكتوبر 1945.
في عام 1967، تم تنظيم النظام العام للضمان الاجتماعي في 3 فروع منفصلة : الأسرة، والمرض والتقاعد.

## مهمات يورساف
المهمة الأساسية هي جمع التبرعات من قبل الموظفين وأصحاب العمل إلى صندوق النظام العام للضمان الاجتماعي، فضلا عن غيرها من الوكالات أو المؤسسات (نظام التأمين ضد البطالة، الترانزيت السلطات، والتنقل، الصندوق الوطني للسكن المساعدة العمر صندوق التضامن، الخطة التكميلية للتقاعد وصندوق التقاعد لموظفين آخرين.).

### جمع جميع الاشتراكات والمساهمات الاجتماعية

#### تمويل الخطة العامة
الحماية الاجتماعية تمول أساسا من خلال فرض ضريبة على الدخل من الأنشطة (2/3 على النظام العام) أساسا عن طريق فاتورة الأجور في القطاع الخاص. ثلاثة أرباع الاشتراكات (341,9 مليار يورو) يتم جمعها من قبل شبكة يورساف مع 9.7 مليون مشترك. ربع التدفقات (144,1 مليار يورو) مباشرة استردادها من قبل Acoss. ما هي رسوم العضوية والتبرعات التي تم جمعها من قبل أطراف ثالثة من الضرائب والرسوم المدفوعة من قبل الدولة.

#### مراحل مختلفة
- تسجيل المساهمين وأعضاء من المخطط العام
- إدارة مراكز الشكليات من الشركات (CFE) على المهن الحرة
- إدارة DSN الذي يحل محل معظم الاجتماعي تصريحات انتقال شهري الملف الذي تم إنشاؤه تلقائيا من الرواتب البرنامج من صاحب العمل أو من طرف ثالث الإقرار
- الانتعاش على ودي أساس (عادة عن طريق إجراء اتصال هاتفي في حالة الدفع الحادث)
- الانتعاش القسري.

على المستوى القانوني، الانتعاش من مطالبته من قبل يورساف يتكون من عدة خطوات :
- إشعار ودي
- الإشعار
- آخر إشعار من قبل النيابة العامة
- القيد خدم من قبل مأمور التي المدعى عليه الاعتراض خلال 15 يوما أمام محكمة الضمان الاجتماعي

## العلاقة مع الدولة
وفقا لقانون الضمان الاجتماعي، توضع شبكة يورساف تحت إشراف مزدوج من وزارة الضمان الاجتماعي، وتحتل المرتبة الثانية بعد وزارة الموازنة. المهمة الوطنية للرقابة ومراجعة حسابات مؤسسات الضمان الاجتماعي (MNC) ، وهي خدمة ذات صلاحيات وطنية ملحقة بمدير الضمان الاجتماعي، وتراقب وتقيم النشاط والتشغيل والتنظيم للمنظمات المحلية للضمان الاجتماعي.
تم التعاقد على نحو متتال مع أهداف فرع الإنعاش مع الدولة من خلال اتفاقيات الهدف والإدارة (COG):
أول اتفاقيات الهدف والإدارة (1997-2000) وضعت بشكل خاص عروض الخدمات والتبسيط التي تستهدفها فئات المساهمين.
ركزت اتفاقيات الهدف والإدارة الثانية (2002-2005) على كفاءة السيطرة على المساهمين وتطوير الاستغناء عن المواد الورقة والاستعانة بالحواسيب.
صادقت لجنة مراجعة الحسابات للفترة 2006-2009 على تطور الشبكة في إطار تنسيق المهام الوظيفية على المستوى الإقليمي وتوحيد مهام الدعم
نظمت COG 2010-2013 إنشاء 22 يورساف إقليمية، في 3 موجات، من 2012 إلى 2014. قبل هذه اللجنة، قامت الشبكة بإحصاء 88 زيارة يورساف
تعزز لجنة العقود 2014 - 2017 توطيد الشبكة وكذلك دور أكوس وأورساف في قلب تمويل التضامن للحماية الاجتماعية
الهدف من عقد اجتماع لجنة 2018-2022 هو تحسين جودة الخدمات المقدمة وتأثير عملها على المساهمين وحاملي وثائق التأمين. ولهذه الغاية، تعتمد على ثلاث قيم أساسية: الخدمة والانفتاح والابتكار.